# Ren Yufei
Ren Yufei (chinesisch 任宇飛, Pinyin Ren Yufei; * 11. April 2006) ist eine chinesische Tennisspielerin.

## Karriere
Ren begann mit fünf Jahren das Tennisspielen und bevorzugt Hartplätze. Sie spielt hauptsächlich Turniere auf der ITF Women’s World Tennis Tour, auf der sie bislang drei Titel im Einzel und zwei Doppeltitel gewinnen konnte.

## Turniersiege

### Einzel
| Nr. | Datum          | Turnier  | Kategorie | Belag     | Finalgegnerin      | Ergebnis       |
| --- | -------------- | -------- | --------- | --------- | ------------------ | -------------- |
| 1.  | 13. Mai 2023   | Monastir | ITF W15   | Hartplatz | Ranah Akua Stoiber | 6:0, 6:3       |
| 2.  | 2. Juli 2023   | Tianjin  | ITF W15   | Hartplatz | Valery Gynina      | 65:7, 6:1, 6:0 |
| 3.  | 13. April 2025 | Wuning   | ITF W15   | Hartplatz | Lu Jingjing        | 6:2, 6:4       |

### Doppel
| Nr. | Datum         | Turnier  | Kategorie | Belag     | Partnerin | Finalgegnerinnen       | Ergebnis |
| --- | ------------- | -------- | --------- | --------- | --------- | ---------------------- | -------- |
| 1.  | 8. April 2023 | Singapur | ITF W15   | Hartplatz | Liu Yanni | Guo Meiqi Lin Li-hsin  | 6:1, 7:5 |
| 2.  | 1. Juli 2023  | Tianjin  | ITF W15   | Hartplatz | Shi Han   | Cao Yajing Huang Yujia | 6:1, 6:3 |